# Округ Типа (Мисисипи)
Типа (енгл. Tippah County) је округ у америчкој савезној држави Мисисипи.

## Демографија
По попису из 2010. године број становника је 22.232, што је 1.406 (6,8%) становника више него 2000. године.
| Група             | 2000.          | 2010.          |
| Белци             | 16.890 (81,1%) | 17.404 (78,3%) |
| Афроамериканци    | 3.316 (15,9%)  | 3.544 (15,9%)  |
| Азијати           | 22 (0,1%)      | 34 (0,2%)      |
| Хиспаноамериканци | 434 (2,1%)     | 985 (4,4%)     |
| Укупно            | 20.826         | 22.232         |